# Даркман
„Даркман“ (на английски: Darkman) е американски филм от 1990 г. на режисьора Сам Рейми. Във филма участват Лиъм Нийсън, Франсис Макдорманд, Колин Фрилс и Лари Дрейк.

## Филми от поредицата за „Даркман“
Поредицата „Даркман“ включва 3 филма:
- „Даркман“ (1990)
- „Даркман II: Завръщането на Дюрант“ (1995)
- „Даркман III: Умри, Даркман, умри“ (1996)